# Poppenberg (Immenreuth)
Poppenberg ist ein Weiler auf der Gemarkung Ahornberg im oberpfälzischen Landkreis Tirschenreuth.

## Geografie
Poppenberg liegt auf einem größtenteils bewaldeten Höhenrücken, der südöstlich des 831 Meter hohen Berges Platte liegt und der sich im Südwesten des Fichtelgebirges befindet. Der Weiler ist ein Ortsteil der Gemeinde Immenreuth und liegt fünf Kilometer nordwestlich von deren Gemeindesitz.

## Geschichte
Das bayerische Urkataster zeigt Poppenberg in den 1810er Jahren als einen kleinen Ort, der aus vier mehr oder weniger isoliert voneinander gelegenen Herdstellen besteht. Das Anwesen mit der Hausnummer „1“ (▼) bildet dabei den am weitesten östlich gelegenen Teil des Ortes, das Anwesen mit der Hausnummer „2“ (▼) liegt lediglich einen Steinwurf südwestlich davon. Den nordwestlichsten Teil des Ortes bildet der Hof mit der Hausnummer „3“ (▼) und derjenige mit der Hausnummer „4“ (▼) den südlichsten Eckpunkt des Weilers. Dieses vierte Anwesen des Ortes existiert heute nicht mehr, an dessen ehemaligem Standort befindet sich heute ein kleines Waldstück.
Seit dem bayerischen Gemeindeedikt von 1818 hatte Poppenberg zur politischen Gemeinde Ahornberg gehört, die zum Zeitpunkt der Gemeindegründung neben dem Hauptort Ahornberg noch aus drei weiteren Ortschaften bestand. Nachdem die Gemeinde Ahornberg im Jahr 1946 noch um den Weiler Schadersberg aus der aufgelösten Gemeinde Punreuth erweitert worden war, wurde sie mit der bayerischen Gebietsreform ebenfalls aufgelöst und Poppenberg zusammen mit ihr in die Gemeinde Immenreuth eingegliedert.
| Jahr          | 001824 | 001871 | 001885 | 001900 | 001925 | 001950 | 001961 | 001970 | 001987 |
| Einwohnerzahl | 24     | 41     | 33     | 26     | 30     | 21     | 23     | 23     | 13     |